# Eulophinusia indica
Eulophinusia indica is een vliesvleugelig insect uit de familie Eulophidae. De wetenschappelijke naam is voor het eerst geldig gepubliceerd in 1997 door Jaikishan Singh & Khan.